# Ganado

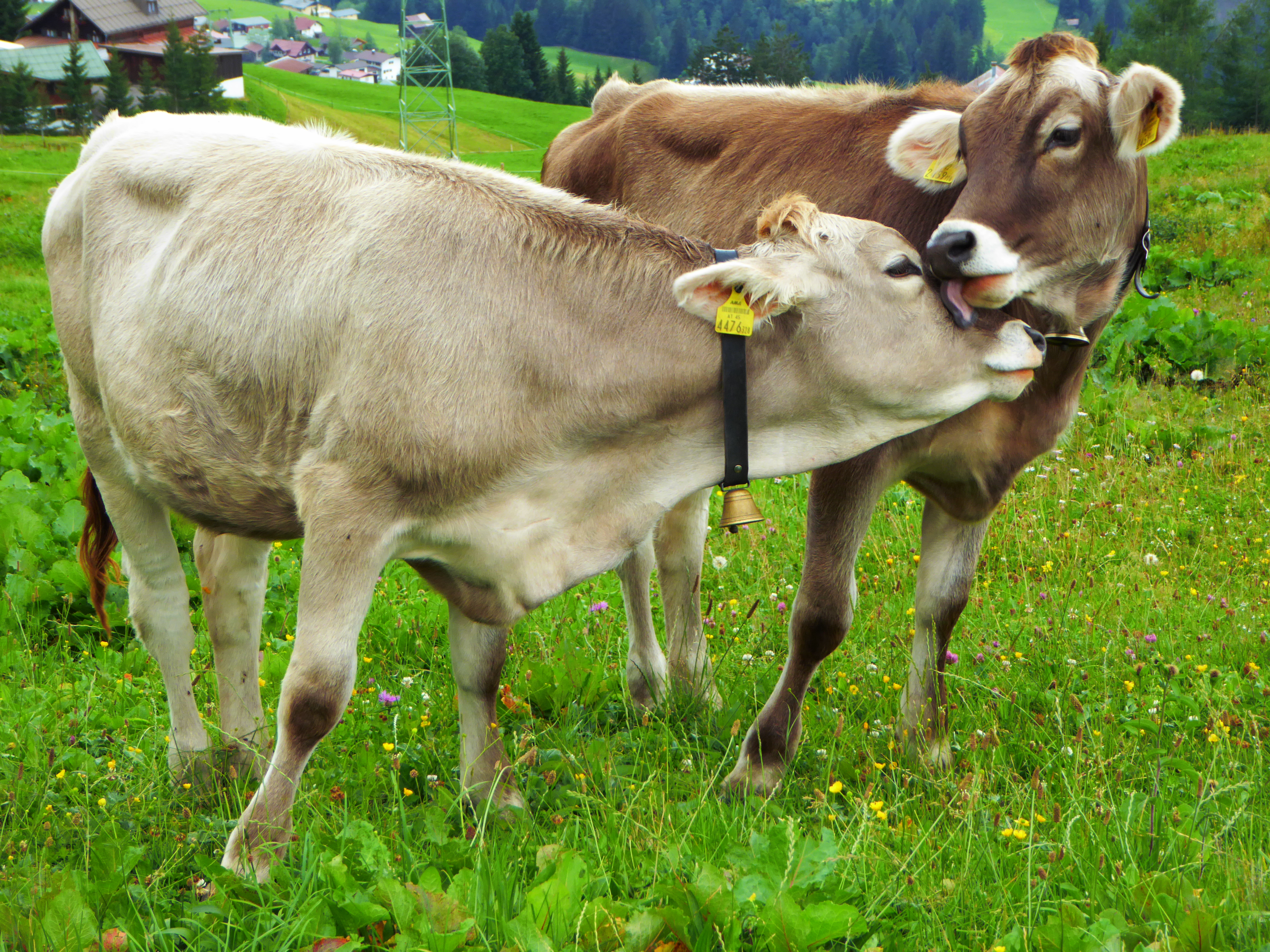
Ganado vacuno pastando en Austria.

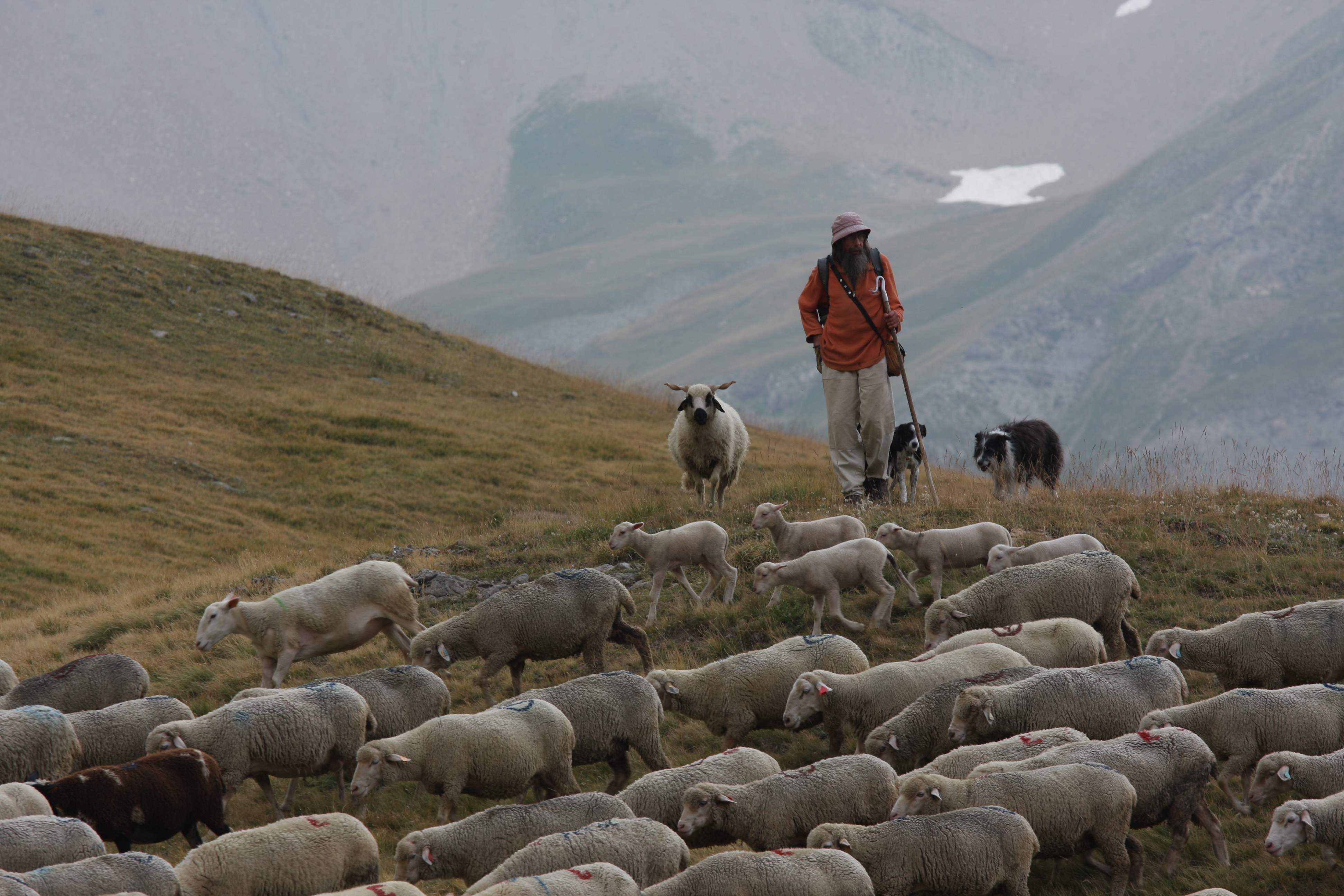
Ovejas en el parque nacional Écrins (Francia).

El ganado es el conjunto de animales criados por el ser humano para bien proveer fuerza bruta y producir productos diversificados para el consumo, como carne,  leche, pieles, cuero y lana, que son utilizados en la alimentación humana. La actividad humana encargada del ganado es la ganadería. El término se utiliza a veces para referirse únicamente a los animales que se crían para el consumo, y a veces se utiliza para referirse únicamente a los rumiantes de granja, como vacuno, oveja y cabras. Los caballos se consideran ganado en Estados Unidos. El Departamento de Agricultura de Estados Unidos (USDA) clasifica la carne de cerdo, ternera, buey y cordero (carnero) como ganado, y todo el ganado como carne roja. Las aves de corral y el pescado no se incluyen en esta categoría. Esto último se debe probablemente a que los productos pesqueros no están regulados por el USDA, sino por la FDA.
La cría, mantenimiento, sacrificio y sometimiento general del ganado, denominada cría de animales', forma parte de la agricultura moderna y se ha practicado en muchas culturas desde la transición de la humanidad a la agricultura desde los estilos de vida de cazadores-recolectores. Las prácticas ganaderas han variado mucho de una cultura a otra y de una época a otra. Sigue desempeñando un importante papel económico y cultural en numerosas comunidades.
Las prácticas ganaderas se han desplazado en gran medida hacia la ganadería intensiva. La ganadería intensiva aumenta el rendimiento de los diversos productos comerciales, pero también tiene un impacto negativo en el bienestar animal, la medio ambiente y la salud pública.  En concreto, la carne de vacuno, los productos lácteos y las ovejas son una fuente desmesurada de emisiones de gases de efecto invernadero procedentes de la agricultura.

## Historia
La cría de animales se originó durante la transición cultural hacia comunidades agrícolas asentadas desde estilos de vida de cazadores-recolectores. Los animales se domestican cuando sus condiciones de cría y de vida están controladas por el hombre. Con el tiempo, el comportamiento colectivo, el ciclo vital y la fisiología del ganado han cambiado radicalmente. Muchos animales de granja modernos no están adaptados a la vida en la naturaleza.
Los perros se domesticaron pronto; los perros aparecen en Europa y Extremo Oriente desde hace unos 15.000 años. La cabras y la oveja fueron domesticadas en múltiples eventos en algún momento entre hace 11.000 y 5.000 años en el suroeste de Asia.  Los cerdos fueron domesticados hacia el 8,500 a. C. en el medio oriente y 6.000 a. C. en China.  Domesticación de los caballos data de alrededor del 4.000 a. C. El ganado ha sido domesticado desde hace aproximadamente 10.500 años. Los pollos y otras aves de corral pueden haber sido domesticados alrededor del 7.000 a. C.

## Clasificación

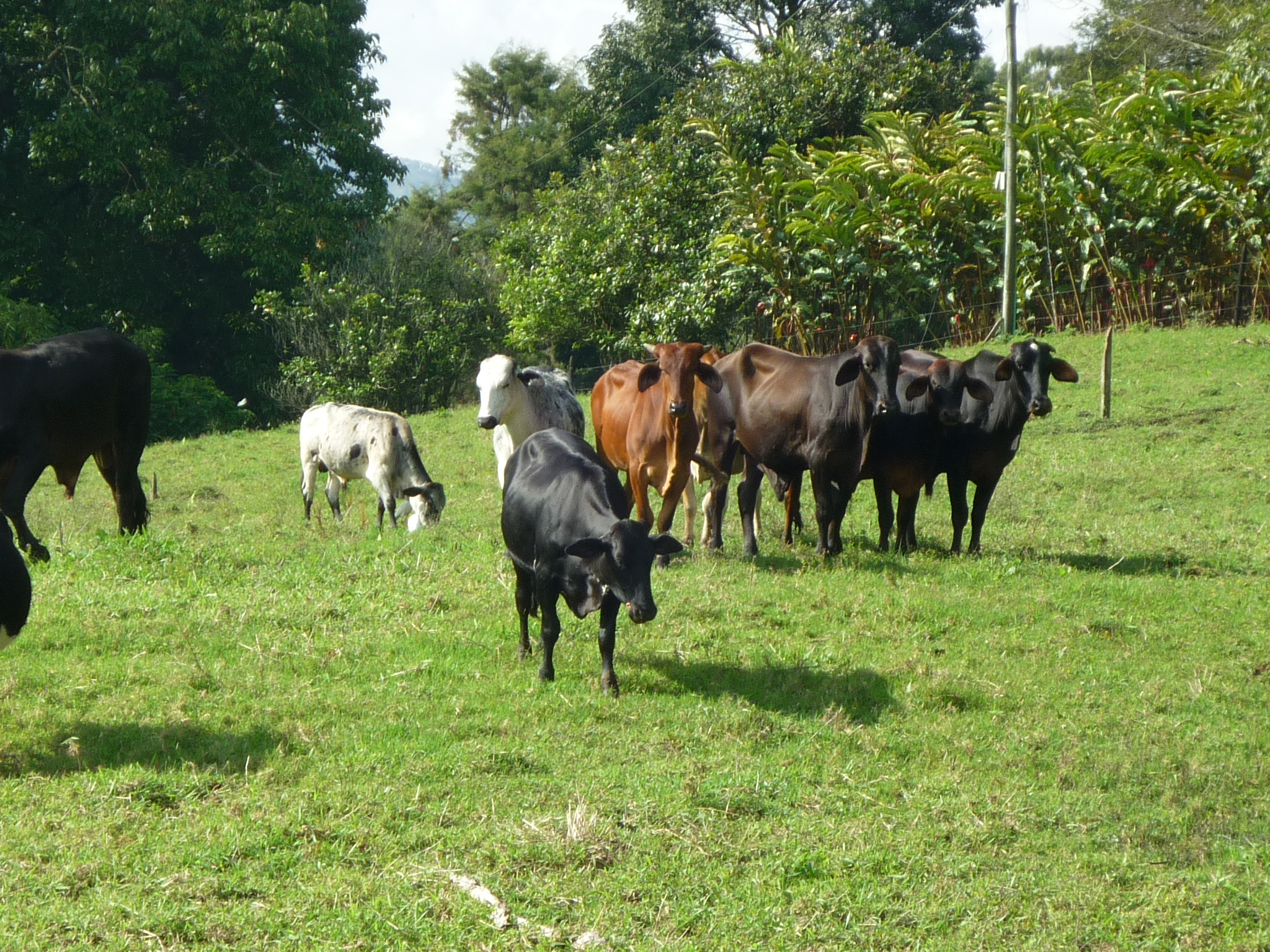

Según la especie domesticada o criada, se clasifican en:
- Ganado vacuno o bovino: Es el conjunto de vacas, toros y bueyes (diferentes tipos de vacas). Por extensión se le conoce simplemente como ganado propiamente dicho.
- Ganado ovino: Es un conjunto de ovejas y corderos
- Ganado porcino: Es un conjunto de cerdos
- Ganado caprino: Es un conjunto de cabras
- Ganado equino: Es un conjunto de caballos y yeguas
- Avicultura: Es la cría de aves de corral a fin de aprovechar tanto su carne como sus huevos.
- Apicultura: Es la cría de abejas
- Acuicultura: Es la cría de peces
- Helicicultura: Es la cría de caracoles.
- Cunicultura: Es la cría de conejos.
- Sericicultura: Es la cría del gusano de seda

## Prácticas ganaderas

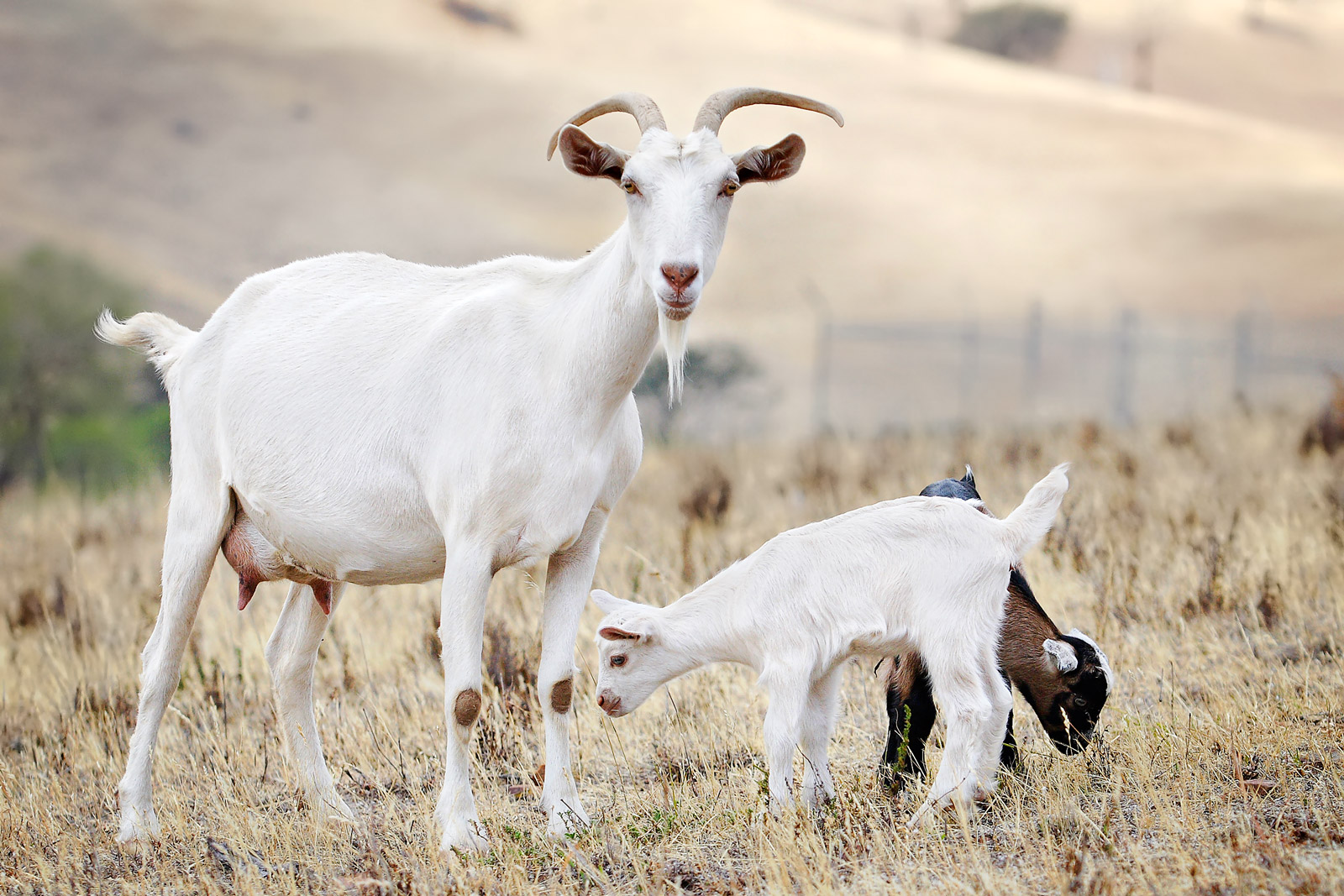
Familia de cabras con cabrito de una semana.

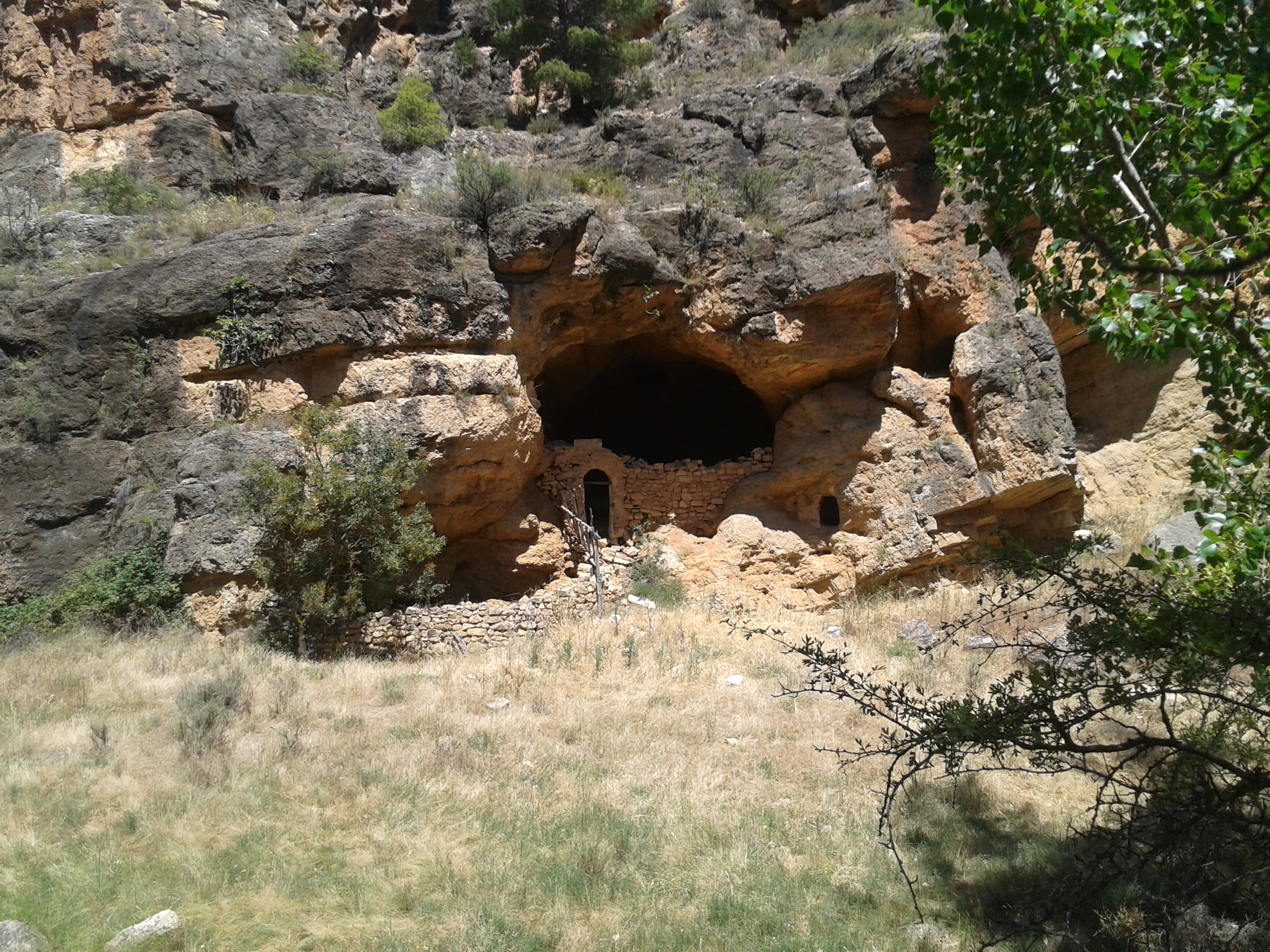
Paridera en una cueva natural del norte de España.

Tradicionalmente, la cría de animales formaba parte del modo de vida del campesino de subsistencia, que producía no sólo los alimentos necesarios para la familia, sino también el combustible, el abono, la ropa, el transporte y la fuerza de tiro. Matar al animal para alimentarse era una consideración secundaria, y siempre que era posible sus productos, como la lana, los huevos, la leche y la sangre (por el Maasai) se recolectaban mientras el animal aún estaba vivo. En el sistema tradicional de trashumancia, los seres humanos y el ganado se desplazaban estacionalmente entre pastos fijos de verano e invierno; en las regiones montanas, los pastos de verano estaban en las montañas y los de invierno en los valles. 
La cría de animales puede ser extensiva o intensiva. Los sistemas extensivos implican que los animales vagan a su antojo, o bajo la supervisión de un pastor, a menudo para su protección contra depredadores. La ganaderíaing en el oeste de Estados Unidos implica grandes rebaños de ganado que pastan ampliamente en tierras públicas y privadas.  Estaciones ganaderas similares se encuentran en Sudamérica, Australia y otros lugares con grandes extensiones de tierra y escasas precipitaciones. Se han utilizado sistemas ganaderos para ovejas, ciervos, avestruces, emúes, llamas y alpacas. En las tierras altas del Reino Unido, las ovejas salen a pastar a las colinas en primavera y pastan los abundantes pastos de montaña sin cuidados, siendo llevadas a altitudes más bajas a finales de año, con alimentación suplementaria en invierno. 
En las zonas rurales, los cerdos y las aves de corral pueden obtener gran parte de su nutrición de la búsqueda de comida, y en las comunidades africanas, las gallinas pueden vivir durante meses sin ser alimentadas y aun así producir uno o dos huevos a la semana.  En el otro extremo, en las zonas más occidentales del mundo, Los animales suelen ser objeto de una gestión intensiva; las vacas lecheras pueden criarse en condiciones de pastoreo cero, con todo el forraje traído hasta ellas; el ganado vacuno puede criarse en cebaderos de alta densidad;  los cerdos pueden estar alojados en edificios climatizados y no salir nunca al exterior; las aves de corral pueden criarse en establos y mantenerse en jaulas como aves ponedoras en condiciones de iluminación controlada.  Entre estos dos extremos se encuentran las explotaciones semiintensivas, a menudo familiares, en las que el ganado pasta al aire libre durante gran parte del año, se fabrica ensilado o heno para cubrir las épocas del año en las que la hierba deja de crecer, y el abono, el pienso y otros insumos se compran en la explotación desde el exterior. 

## Depredación
Los ganaderos se han enfrentado a menudo a la depredación y el robo de del mundo natural por parte de ladrones de ganado. En Norteamérica, animales como lobos grises, osos pardos, pumas y coyotes se consideran a veces una amenaza para el ganado. En Eurasia y África, los depredadores incluyen lobos, leopardos, tigres, leones, dholes, osos negros asiáticos, cocodrilos, hienas manchadas y otros carnívoros. En Sudamérica, el perro salvaje, el jaguar, la anaconda y el oso de anteojos amenazan al ganado. En Australia, los dingos, zorros y las águilas audaces son depredadores comunes, con la amenaza adicional de los perros domésticos, que pueden matar en respuesta a un instinto de caza, dejando el cadáver sin comer.

## Enfermedad
La buena cría, la alimentación adecuada y la higiene son los principales factores que contribuyen a la salud de los animales en las granjas, y aportan beneficios económicos gracias a la maximización de la producción. Cuando, a pesar de estas precauciones, los animales enferman, el ganadero y el veterinario los tratan con medicamentos veterinarios. En la Unión Europea, cuando los ganaderos tratan a los animales, están obligados a seguir las directrices de tratamiento y a registrar los tratamientos administrados.
Los animales son susceptibles a una serie de enfermedades y afecciones que pueden afectar a su salud. Algunas, como la peste porcina clásica y la tembladera son específicas de una población de animales, mientras que otras, como la fiebre aftosa, afectan a todos los biungulados. Cuando la afección es grave, los gobiernos imponen regulaciones a la importación y exportación, al movimiento de ganado, cuarentena restricciones y la notificación de casos sospechosos. Se dispone de vacunas contra determinadas enfermedades, y los antibióticos se utilizan ampliamente cuando procede.
Durante cierto tiempo, se añadían antibióticos de forma rutinaria a ciertos alimentos compuestos para promover el crecimiento, pero posteriormente se la ha pasado a considera una mala práctica en muchos países debido al riesgo de que pueda provocar resistencia a los antibióticos. Los animales que viven en condiciones intensivas son especialmente propensos a los parásitos internos y externos; el creciente número de piojos de mar está afectando al salmón de piscifactoría en Escocia. La reducción de la carga parasitaria del ganado se traduce en un aumento de la productividad y la rentabilidad.
Según el Informe especial sobre el cambio climático y la tierra, se prevé que las enfermedades del ganado empeoren a medida que el cambio climático aumente la variabilidad de las temperaturas y las precipitaciones.